# Antoine Gayraud
Pour les articles homonymes, voir Gayraud.
Antoine Gayraud (° le 18 mai 1910 à Alzonne - † le 18 mars 1981 à Carcassonne), est un homme politique français.

## Biographie
Issu d'une famille d'instituteurs (ses parents sont directeurs des écoles publiques de garçons et de filles d'Alzonne), il fait des études de pharmacie. Diplômé, il s'installe en 1937 à Carcassonne où il joue également au rugby. 
Aux élections municipales de 1959, il est élu conseiller municipal de Carcassonne sous l'étiquette SFIO. Il devient premier adjoint au maire de Carcassonne en 1965 puis est élu maire en octobre 1968, Jules Fil, sénateur-maire étant décédé. Il est également élu conseiller général de Carcassonne-Ouest. 
Le 11 mars 1973 il est élu député de la première circonscription de l'Aude, succédant à Georges Guille. Il choisit de ne pas se représenter aux élections législatives d'avril 1978.
Parmi ses principales réalisations, on citera l'hôpital de Carcassonne qui portera son nom jusqu'à sa reconstruction en 2014.
Il est à l'origine du jumelage en juin 1973 de Carcassonne avec la ville allemande, située en Bavière, Eggenfelden.
Antoine Gayraud était resté lié à son bourg natal d'Alzonne où il exploitait la propriété viticole familiale et une avenue porte son nom ; il repose d'ailleurs dans le cimetière d'Alzonne,.

## Mandats politiques
- 1er adjoint au maire de Carcassonne (1965-1968)
- Maire de Carcassonne (1968-1981)
- Conseiller général du canton de Carcassonne-3 (1973-1981)
- Député de la 1re circonscription de l'Aude (1973-1978)

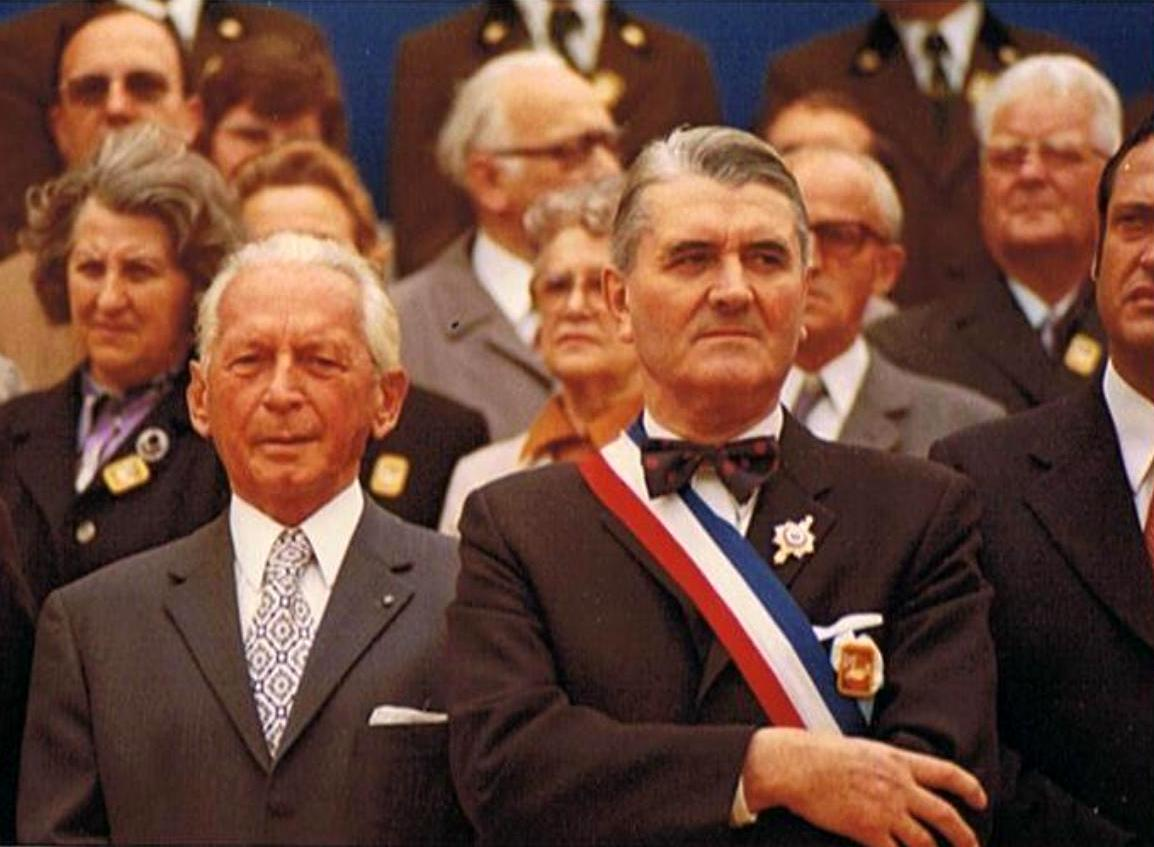
Antoine Gayraud aux côtés du bourgmestre d'Eggenfelden, Hans Kreck (1922-2012) à Carcassonne le 8 octobre 1978.
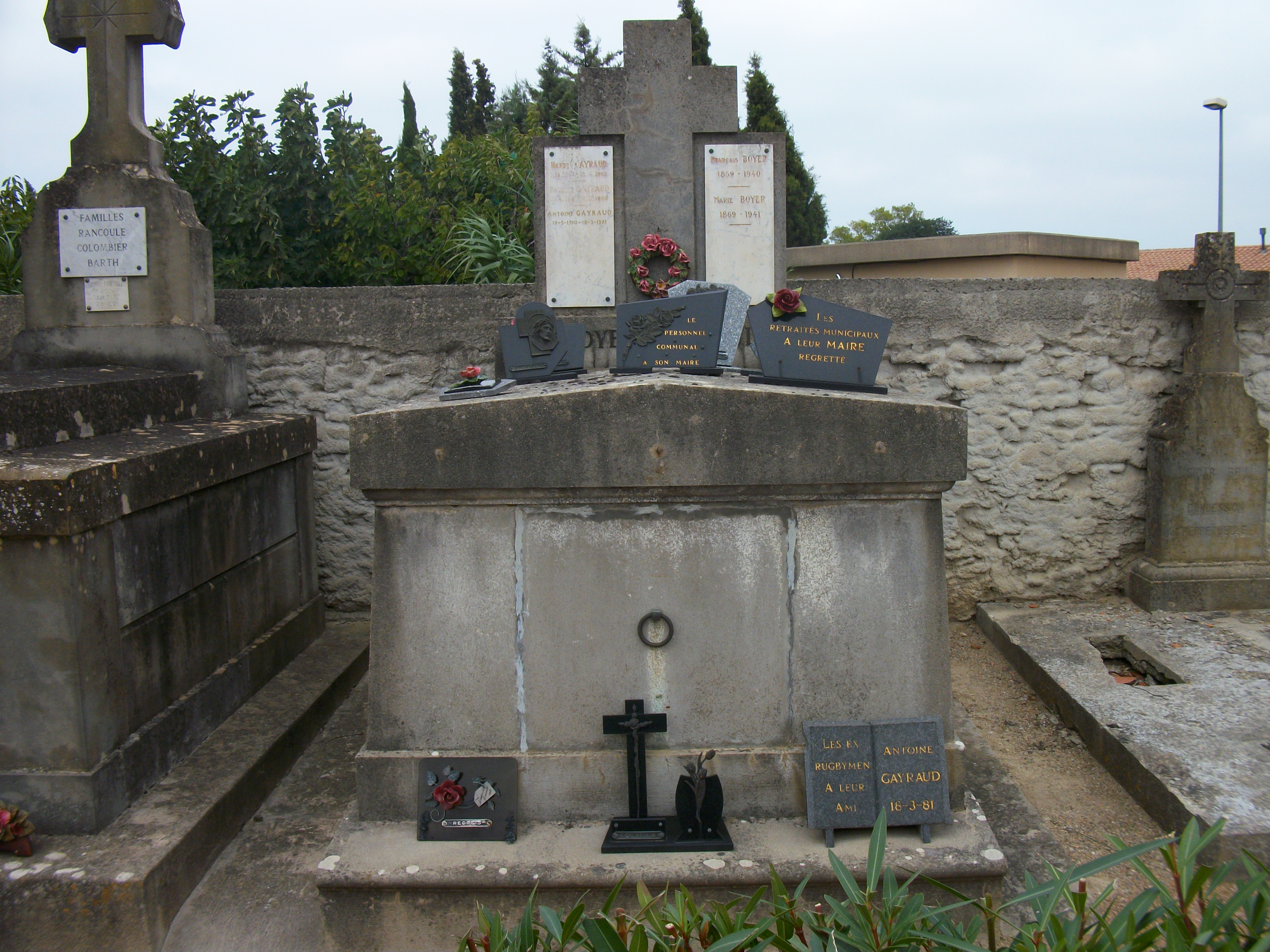
La tombe d'Antoine Gayraud au cimetière d'Alzonne.
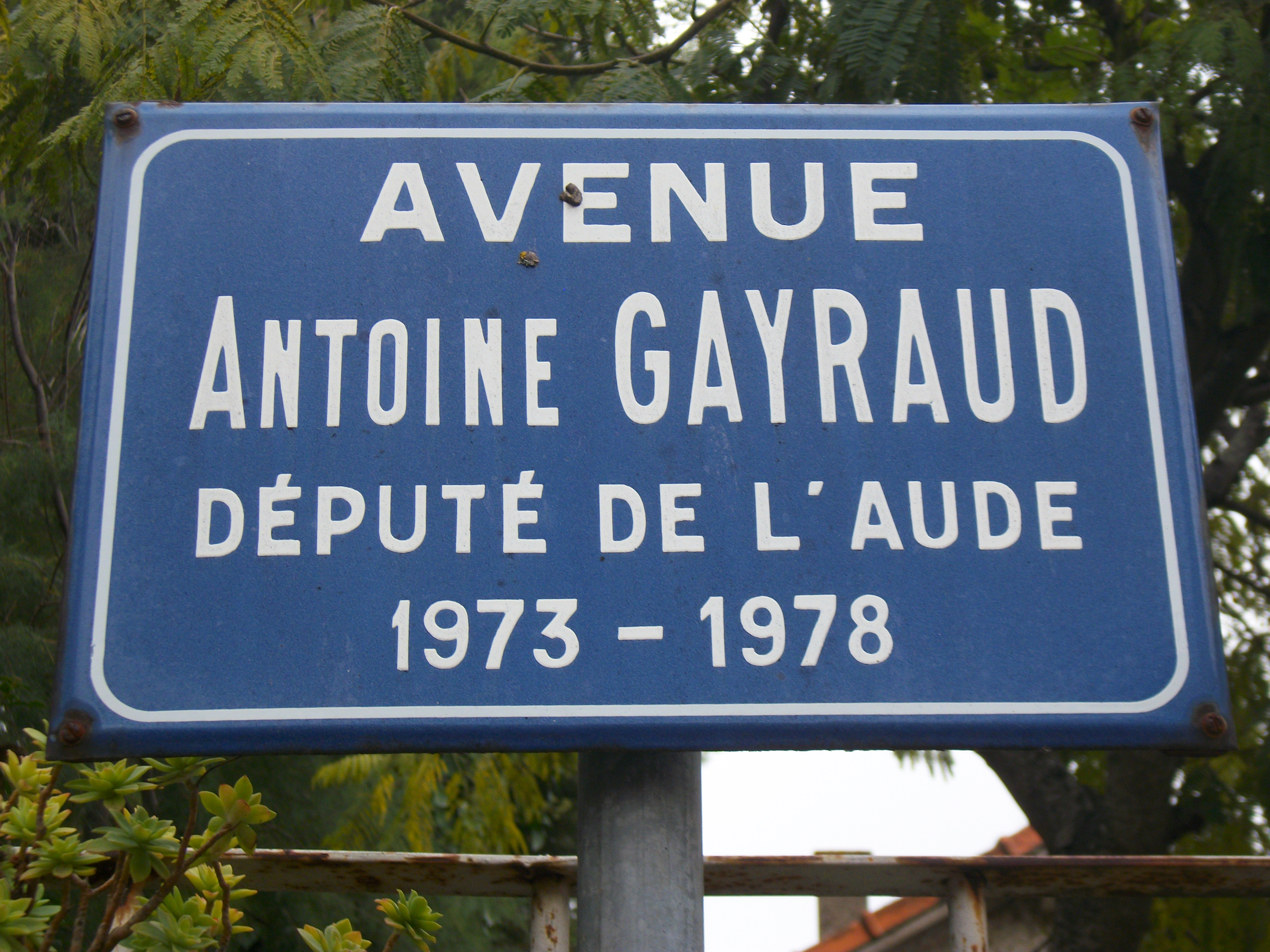
Plaque de l'avenue Antoine Gayraud située à Alzonne.
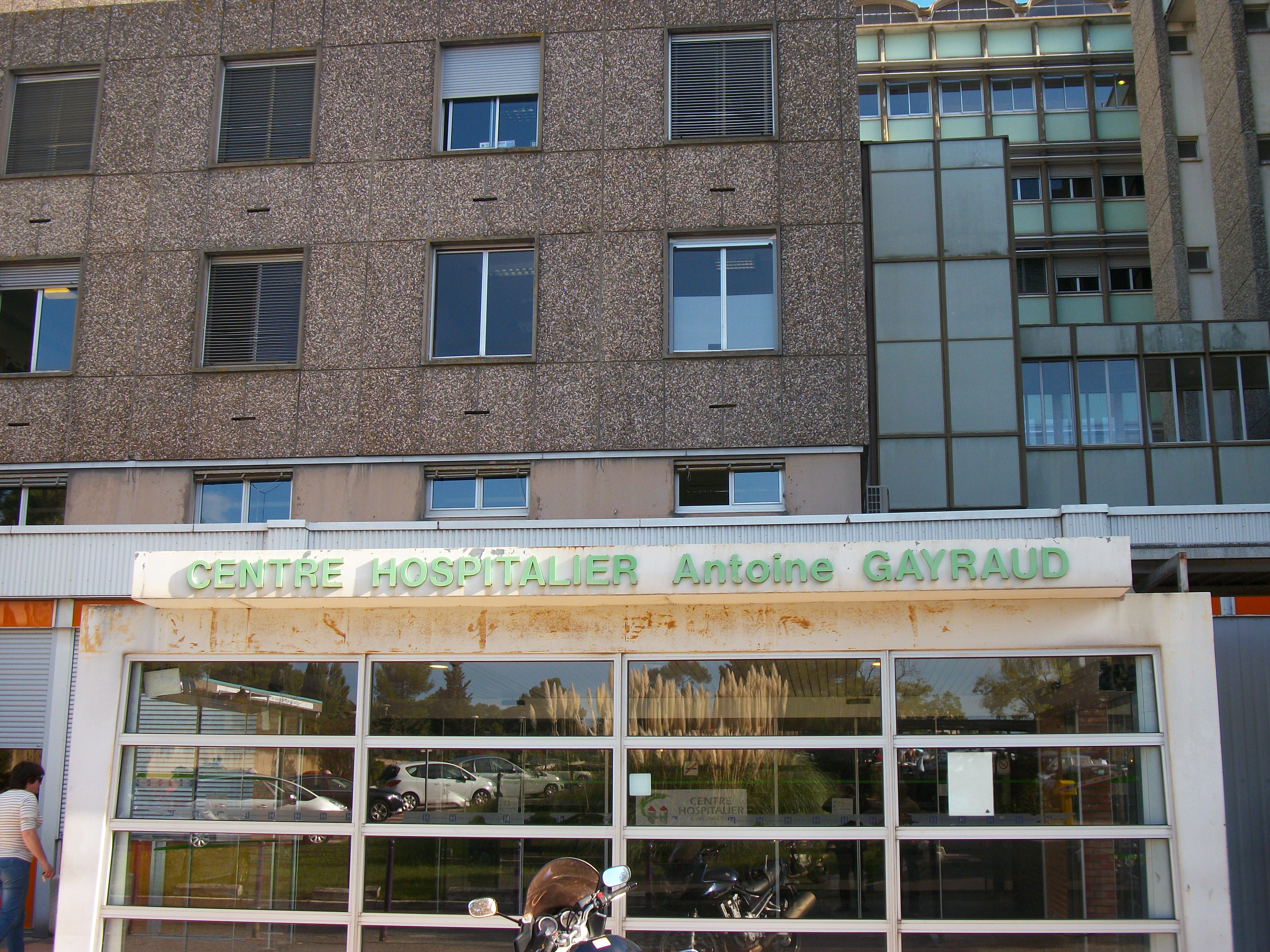
Façade de l'ancien hôpital de Carcassonne portant le nom d'Antoine Gayraud.